# Гергієв Валерій Абісалович
Вале́рій Абіса́лович Ге́ргієв (ос. Гергиты Абисалы фырт Валери, рос. Валерий Абисалович Гергиев, нар. 2 травня 1953, Москва, РРФСР) — російський диригент осетинського походження, народний артист Росії (1996), народний артист України (2004). Герой Праці Російської Федерації (2013).
Має громадянство Нідерланців. Власник нерухомости (у тому числі незадекларованої), багатьох земельних ділянок в Італії (зокрема, на Площі святого Марка у Венеції), США, бенефіціар комерційних структур.

## Біографія
Виріс в Орджонікідзе (нині Владикавказ), в Північній Осетії, де навчався в музичному училищі по класах фортепіано і диригування. У 1972–1977 роках вчився в Ленінградській консерваторії, в роки навчання став лауреатом конкурсу ім. Караяна в Берліні та Всесоюзному конкурсі диригентів у Москві.
З 1977 року працював асистентом головного диригента в Ленінградському театрі опери і балету (головним диригентом був Юрій Темірканов). З 1981 по 1985 рік керував Державним оркестром Вірменії, а в 1988 році, після переходу Темірканова в оркестр Ленінградської філармонії, зайняв місце головного диригента Ленінградського оперного театру. З 1996 року — художній керівник Маріїнського театру. З 2002 року художній керівник Московського пасхального фестивалю. З 2007  року — головний диригент Лондонського симфонічного оркестру.
Декан факультету мистецтв Санкт-Петербурзького державного університету (обраний 27 квітня 2010 року Вченою радою СПбДУ), голова Всеросійського хорового товариства (обраний 15 лютого 2013 року) .
У 2015 році очолив Мюнхенський філармонійний оркестр .

## Нагороди і звання
Має звання Артиста ЮНЕСКО в ім'я миру, є почесним громадянином міст Владикавказа, Ліона, Тулузи, почесним доктором Санкт-Петербурзького державного університету, почесним професором МГУ ім. М. В. Ломоносова, лауреатом двох державних премій Росії (1993, 1998), багаторазовим лауреатом театральних премій «Золотая маска» (с 1996 по 2000 гг.) і «Золотой софит» (1997, 1998, 2000 и 2003) та інших нагород і премій.
У 2004 році отримав звання Народний артист України. (позбавлени)
10 травня 2006 року Президент України Віктор Ющенко нагородив його орденом князя Ярослава Мудрого V ступеня . (позбавлений)
1 травня 2013 року присвоєне звання Героя Праці Російської Федерації — один з перших п'яти нагороджених.

## Санкції
Валерій Гергієв підтримує тісні зв'язки з представниками уряду Росії, а також інших органів влади/політичними елітами та продовжує отримувати від цих зв'язків суттєві ділові та юридичні вигоди.
19 жовтня 2022 року доданий до санкційного списку України.
22 листопада 2024 року позбавлений державних нагород України та інших форм відзначення згідно Указу Президента. 